# Котяча Оргія
Котяча оргія (англ. Cat Orgy) - епізод 307 (№ 38) серіалу «Південний парк», прем'єра якого відбулася 14 липня 1999 року. Це перший епізод  трилогії, часто званої «Трилогія про метеорний дощ», в якій три різних історії відбуваються в одну і ту ж ніч. Інші два епізоди трилогії - «Два Голих Чувака у Джакузі» і «Іудовілей». У цій серії розповідається історія, що сталася в ніч  метеорного дощу з Еріком Картманом.

## Сюжет
У ніч метеорного дощу мама Картмана,  Ліенн, йде на вечірку, яку влаштовує містер Мекі; Ерік залишається під наглядом  Шеллі, 12-річної сестри  Стена. Шеллі починає бити Картмана відразу ж, як тільки йде його мама, а потім запрошує в гості свого 22-річного бойфренда, Скайлера. Як доказ того, що няня порушила заборону на запрошення гостей, Картман фотографує Шеллі і Скайлера коли вони цілуються. Він намагається відправити фото мамі, прив'язавши його до нашийника Кітті (киці), але кішка повертається до вхідних дверей, і Шеллі забирає знімок.
Скайлер влаштовує в будинку репетицію своєї групи, «Володарі пекла» (англ. The Lords of the Underworld), яка виконує пісню, присвячену Шеллі. Потім Шеллі говорить, що звучання групи застаріло як мінімум на тиждень, і співає пісню власного твору. Картман дзвонить мамі і скаржиться на поведінку няньки, але Ліенн йому не вірить. Картман вирішує записати Шеллі і її бойфренда на диктофон.
У Кітті тічка, і вона тікає з дому в пошуках кота. Після невдалої спроби злягтися з ожирілим вуличним котом вона натикається на групу котів і приводить їх в будинок Картмана. Коти відкривають пачку  котячої м'яти і починають божеволіти.
Під час метеорного дощу Скайлер злиться, оскільки Шеллі не хоче зайнятися з ним сексом. Картман записує весь їхню розмову, щоб нашкодити Шеллі, але потім переймається за неї, коли Скайлер кидає її і вона плаче на дивані.
Картман і Шеллі разом вирішують помститися і пробираються до дому Скайлера. Еріку вдається виманити Скайлера на вулицю, використовуючи записану на диктофон імітацію голосу  Сальми Хайек; в цей час Шеллі проникає всередину і ламає улюблену гітару свого колишнього бойфренда. Повернувшись додому, вони виявляють, що Кітті влаштувала вдома котячу оргію. З'являється Скайлер, у нестямі від злості, але Картман кидає в нього пачку котячої м'яти, після чого на нього накидаються коти. Міс Картман повертається додому, і Шеллі з Картманом починають звалювати провину один для одного, але, на їх щастя, міс Картман настільки п'яна, що падає на диван і засинає, не помітивши безладдя.

## Пародії
- На початку і кінці епізоду Картман виконує пісню  Уілла Сміта «Wild Wild West» зі зміненими словами і ритмом. Це пародія на фільм   Дикий, дикий Захід , який вийшов в один день з повнометражним мультфільмом «Саут-Парк: великий, довгий і необрізаний».
- Коли Картману вдається зробити фотографію Шеллі з бойфрендом, він вигукує «Ага, попалися!» (В оригіналі «Ha, ha charade you are»). Це повторений рядок з пісні Pink Floyd «Pigs (Three Different Ones)» з альбому  1977 року « Animals».
- В епізоді можна побачити, як Картман дивиться фільм « Чужий». Ерік повторює фразу Ньют: «Вони зазвичай приходять вночі. Зазвичай », і кілька разів переінакшує цю фразу протягом епізоду:
  - «Вона зазвичай страшно сердиться. Зазвичай »(маючи на увазі свою маму, коли Скайлер вперше приходить в будинок до Картмана);
  - «Дощ зазвичай ж буває раз в декілька років. Зазвичай »(про метеорні дощі, коли намагається умовити Шеллі взяти його з собою і Скайлером подивитися на метеори);
  - «Ти більше ніколи не будеш за мною доглядати. Зазвичай »(на адресу Шеллі, після дозволу піти з нею дивитися метеорний дощ).
- Картман говорить Кітті «Ти моя остання надія». Ця фраза одночасно відсилає до фільмів  Зоряні війни. Епізод IV. Нова надія  і   Цей чортів кіт .

## Факти
- Це один з небагатьох епізодів, де не з'являються троє основних персонажів - ( Стен,  Кенні і  Кайл).
- У цьому епізоді з'являється інопланетянин: його видно на телеекрані, коли Ерік дивиться «Чужих», прямо позаду Еллен Ріплі.